# Cambarellus chapalanus
Cambarellus chapalanus is een kreeftachtige uit de familie Cambaridae.
De soort komt oorspronkelijk uit de Verenigde Staten en Mexico en is bekend omdat de soort door liefhebbers vaak in aquariaum wordt gehouden. Cambarellus chapalanus bereikt een lengte van ongeveer 5 centimeter en is onder andere populair omdat de planten niet worden opgegeten. De kleur is variabel, in de natuur zijn de kreeften bruingrijs maar in de handel zijn ook oranje exemplaren bekend. Een andere bekende minikreeft is de Mexicaanse dwergkreeft (Cambarellus montezumae).